# Lansallos

Duché de Cornouailles

Lansallos (en cornique: Lansalwys, ce qui signifie l'église de Salwys) est un vieux village situé sur la côte sud de Cornouailles en Angleterre. Lansallos est aussi une paroisse civile et une paroisse ecclésiastique.
Sur le territoire de la paroisse on trouve un ancien monastère dédié à saint Salwys (ou Alwys) et une église paroissiale qui fut consacrée à sainte Ildierne au Moyen Âge,.
Lansallos Cove est situé sur le South West Coast Path (chemin côtier du sud-ouest), à 8 km à l'est de Fowey et à 4 km à l'ouest de Polperro, qui se trouve dans la paroisse civile de Lansallos.